# Cabo Rojo
Cabo Rojo – miasto w południowo-zachodniej części Portoryko. Zostało założone w 1771. Według danych szacunkowych na rok 2000 liczy 46 911 mieszkańców. Burmistrzem miasta jest Hon. Perza Rodrigez. Miejscowość posiada swój hymn. W mieście znajduje się latarnia morska z 1881 roku.

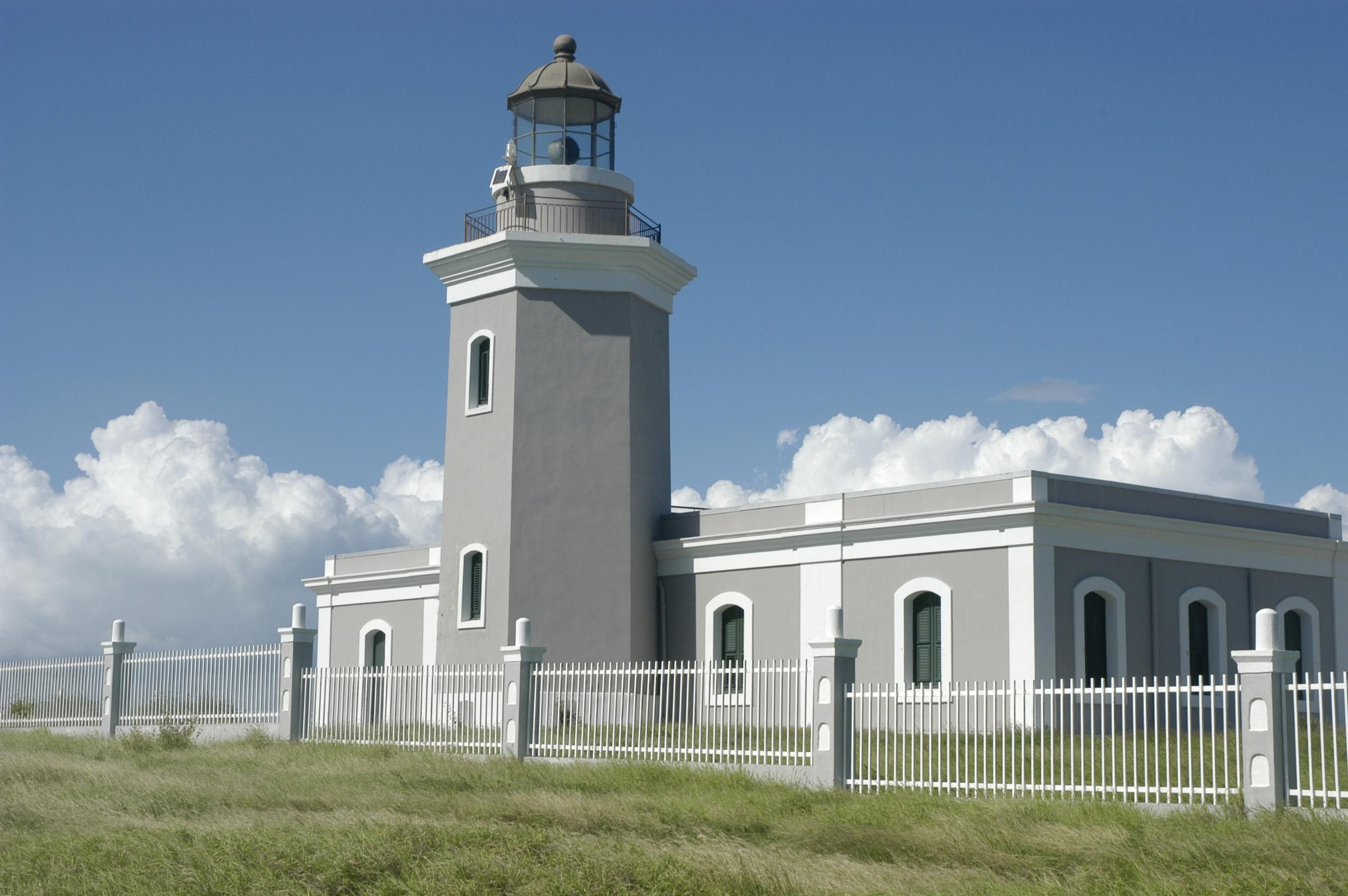
Latarnia morska z 1881 roku